# Tour de Catalogne 1939
Le Tour de Catalogne 1939  est la 19e édition du Tour de Catalogne, une course cycliste par étapes en Espagne. L’épreuve se déroule sur sept étapes entre le 17 et le 24 septembre 1939, sur un total de 891 km. Le vainqueur final est l'Espagnol Mariano Cañardo, il devance Diego Cháfer et Fermín Trueba.
Cette édition a lieu quelques mois après la fin de la guerre civile espagnole, dans un pays dévasté et sur certaines routes en très mauvais état. Il s'agit de la septième et dernière victoire sur le Tour de Catalogne pour Mariano Cañardo, un record toujours en vigueur et difficilement égalable.

## Étapes
| Étape | Date         | Parcours                             | km    | Vainqueur d’étape     | Leader du classement général  |
| ----- | ------------ | ------------------------------------ | ----- | --------------------- | ----------------------------- |
| 1re   | 17 septembre | Barcelone - Valls                    | 114,0 | Mariano Cañardo (ESP) | Mariano Cañardo (ESP)         |
| 2e    | 18 septembre | Valls - Igualada                     | 135,0 | Mariano Cañardo (ESP) | Mariano Cañardo (ESP)         |
| 3e    | 19 septembre | Igualada - Girona                    | 170,0 | Mariano Cañardo (ESP) | Mariano Cañardo (ESP)         |
| 4e    | 20 septembre | Girona - Sant Feliu de Guíxols (clm) | 59,0  | Diego Cháfer (ESP)    | Bartomeu Flaquer Carrió (ESP) |
| 5e    | 22 septembre | Sant Feliu de Guíxols - Terrassa     | 146,0 | Antoni Escuriet (ESP) | Bartomeu Flaquer Carrió (ESP) |
| 6e    | 23 septembre | Terrassa - Manresa                   | 140,0 | Fermín Trueba (ESP)   | Mariano Cañardo (ESP)         |
| 7e    | 24 septembre | Manresa - Barcelone                  | 127,0 | Mariano Cañardo (ESP) | Mariano Cañardo (ESP)         |

### Étape 1 Barcelone - Valls. 132,0 km
|   | Cycliste           | Temps           |
| - | ------------------ | --------------- |
| 1 | Mariano Cañardo    | 3 h 33 min 52 s |
| 2 | Federico Ezquerra  | m.t.            |
| 3 | Tomás García Ribas | m.t.            |

|   | Cycliste           | Temps           |
| - | ------------------ | --------------- |
| 1 | Mariano Cañardo    | 3 h 33 min 52 s |
| 2 | Federico Ezquerra  | m.t.            |
| 3 | Tomás García Ribas | m.t.            |

### Étape 2. Valls - Igualada. 135,0 km
|   | Cycliste          | Temps           |
| - | ----------------- | --------------- |
| 1 | Mariano Cañardo   | 3 h 53 min 27 s |
| 2 | Federico Ezquerra | m.t.            |
| 3 | Fermín Trueba     | m.t.            |

|   | Cycliste           | Temps           |
| - | ------------------ | --------------- |
| 1 | Mariano Cañardo    | 7 h 27 min 19 s |
| 2 | Federico Ezquerra  | m.t.            |
| 3 | Tomás García Ribas | m.t.            |

### Étape 3. Igualada - Girona. 170,0 km
|   | Cycliste         | Temps           |
| - | ---------------- | --------------- |
| 1 | Mariano Cañardo  | 5 h 34 min 41 s |
| 2 | Bartomeu Flaquer | m.t.            |
| 3 | Fermín Trueba    | + 7 min 48 s    |

|   | Cycliste         | Temps            |
| - | ---------------- | ---------------- |
| 1 | Mariano Cañardo  | 13 h 02 min 00 s |
| 2 | Bartomeu Flaquer | m.t.             |
| 3 | Josep Botanch    | + 7 min 48 s     |

### Étape 4. Girona - Sant Feliu de Guíxols. 59,0 km (clm)
|   | Cycliste        | Temps           |
| - | --------------- | --------------- |
| 1 | Diego Cháfer    | 1 h 29 min 24 s |
| 2 | Fermín Trueba   | + 16 s          |
| 3 | Delio Rodríguez | + 41 s          |

|   | Cycliste         | Temps            |
| - | ---------------- | ---------------- |
| 1 | Bartomeu Flaquer | 14 h 32 min 09 s |
| 2 | Mariano Cañardo  | + 28 s           |
| 3 | Diego Cháfer     | + 7 min 03 s     |

### Étape 5. Sant Feliu de Guíxols - Terrassa. 151,0 km
|   | Cycliste        | Temps           |
| - | --------------- | --------------- |
| 1 | Antoni Escuriet | 4 h 19 min 15 s |
| 2 | Mariano Cañardo | + 46 s          |
| 3 | Fermín Trueba   | m.t.            |

|   | Cycliste         | Temps            |
| - | ---------------- | ---------------- |
| 1 | Bartomeu Flaquer | 18 h 52 min 10 s |
| 2 | Mariano Cañardo  | + 28 s           |
| 3 | Diego Cháfer     | + 7 min 03 s     |

### Étape 6. Terrassa - Manresa. 174,0 km
|   | Cycliste        | Temps           |
| - | --------------- | --------------- |
| 1 | Fermín Trueba   | 4 h 22 min 53 s |
| 2 | Diego Cháfer    | m.t.            |
| 3 | Mariano Cañardo | m.t.            |

|   | Cycliste        | Temps            |
| - | --------------- | ---------------- |
| 1 | Mariano Cañardo | 23 h 15 min 31 s |
| 2 | Diego Cháfer    | + 6 min 35 s     |
| 3 | Fermín Trueba   | + 7 min 06 s     |

### Étape 7. Manresa - Barcelone. 127,0 km
|   | Cycliste        | Temps           |
| - | --------------- | --------------- |
| 1 | Mariano Cañardo | 3 h 45 min 57 s |
| 2 | Antoni Escuriet | + 4 s           |
| 3 | Diego Cháfer    | m.t.            |

|   | Cycliste        | Temps            |
| - | --------------- | ---------------- |
| 1 | Mariano Cañardo | 27 h 01 min 28 s |
| 2 | Diego Cháfer    | + 6 min 36 s     |
| 3 | Fermín Trueba   | + 15 min 51 s    |

## Classement final
| Pos. | Cycliste                     | Équipe | Temps             |
| ---- | ---------------------------- | ------ | ----------------- |
| 1    | Mariano Cañardo (ESP)        |        | 27 h 01 min 28 s  |
| 2    | Diego Cháfer (ESP)           |        | + 6 min 39 s      |
| 3    | Fermín Trueba (ESP)          |        | + 15 min 51 s     |
| 4    | Josep Botanch (ESP)          |        | + 23 min 36 s     |
| 5    | Antoni Escuriet (ESP)        |        | + 23 min 43 s     |
| 6    | Delio Rodríguez Barros (ESP) |        | + 25 min 19 s     |
| 7    | Antonio Andrés Sancho (ESP)  |        | + 36 min 15 s     |
| 8    | Joaquim Olmos (ESP)          |        | + 40 min 30 s     |
| 9    | Josep Casamada (ESP)         |        | + 51 min 30 s     |
| 10   | Carles Ferré (ESP)           |        | + 1 h 07 min 48 s |

## Classement de la montagne
| Pos. | Cycliste              | Points |
| ---- | --------------------- | ------ |
| 1    | Federico Ezquerra     | 29     |
| 2    | Andreu Martorell Coll | 23     |
| 3    | Josep Botanch         | 22     |